# Фоли, Мэри Джо
Мэри Джо Фоли (англ. Mary Jo Foley; 1961, Фреймингхем, Массачусетс, США) — американский независимый технический писатель, автор, подкастер и новостной редактор. Регулярно пишет новости, превью и рецензии по стратегии, продуктам и технологиям Microsoft. Фоли освещала новости на Microsoft Windows, и ранее по Unix-технологиям, в том числе для изданий Ziff Davis LCC, таких как ZDNet, eWeek, Baseline и PC Magazine.

## Карьера
Фоли окончила Simmons College в 1983 году по специальности технического журналиста.
В 1984 году она взяла интервью у Билла Гейтса, возглавлявшего в то время компанию Microsoft. Интервьюирование проходило рядом со стендом Microsoft на компьютерной выставке COMDEX. Во время интервью генеральный директор Apple Computer Стив Джобс, которого Фоли не знала, подошёл и завёл разговор с Гейтсом. В конце концов Фоли не выдержала и сказала Джобсу, что пытается взять интервью, попросив его вернуться позже. Когда Джобс ушёл, Гейтс объяснил, что она отправила куда подальше главу Apple Computer.
В 1991 году Фоли устроилась на работу в журнал PCWeek, который позже был переименован в eWeek, и переехала в Сан-Франциско. В том же году ей предложили вакантную должность репортёра Microsoft, поэтому она переехала в Сиэтл (штат Вашингтон) неподалёку от кампуса Microsoft в Редмонде.
В 1990-х годах вела колонку «В империи зла» (англ. At The Evil Empire) для ZDNet, потом блог «Microsoft Watch» для Ziff Davis.
Сейчас она редактирует колонку «Всё о Microsoft» на ZDNet.

## Книги
- Mary Jo Foley. Microsoft 2.0: How Microsoft Plans to Stay Relevant in the Post-Gates Era (англ.). — Wiley & Sons, 2008. — 304 p. — ISBN 978-0470191385.